# Redlichiina
Die Redlichiina sind neben den Olenellina eine der beiden Unterordnungen der Trilobitenordnung Redlichiida. Sie setzen sich zusammen aus den drei Überfamilien Emuelloidea, Paradoxidoidea und Redlichoidea.

## Beschreibung
(Morphologische Begriffe werden ausführlicher unter dem Beitrag Trilobiten erklärt)
Cephalon (Kopfschild): Die Gesichtsnähte (Fazialsuturen) sind ophistopar. Frühformen haben meist konisch sich verjüngende Glabellen, deren Furchen weit nach hinten zurückreichen. Bei Spätformen dehnt sich die Glabella nach vorne zu einem aufgebeulten Frontallobus aus. Das Hypostom ist entweder konterminant (wie z. B. bei Redlichia) oder natant (wie bei Dolerolenus). Die Rostralplatte ist schmäler als bei der Unterordnung Olenellina und wird von Rostral- und Bindenähten umgrenzt.
Thorax (Brustpanzer): Charakteristisch sind die vielen Segmente (mehr als 60 bei einem Emuelliden). Auf der Spindel können gelegentlich Stacheln ansetzen.
Pygidium (Schwanzschild): Normalerweise sehr klein, kann aber bei einigen Arten größer ausfallen und mehrere Segmente umfassen.

## Phylogenese
Die Redlichiina treten bereits im Unterkambrium zum ersten Mal auf und sind daher sehr alte Trilobiten. Bereits am Ende des Mittelkambriums starben sie wieder aus – hatten sich aber möglicherweise zuvor in die Ordnung der Ptychopariida weiterentwickelt.

## Systematik
- Überfamilie Emuelloidea
  - Emuellidae
  - Megapharanspidae
- Überfamilie Paradoxidoidea
  - Centropleuridae
  - (Hicksiidae) ?
  - (Lermontoviidae) ?
  - Paradoxididae
  - Xystriduridae
- Überfamilie Redlichioidea
  - Abadiellidae
  - Chengkouaspidae – einschließlich Bathynotidae
  - Dolerolenidae
  - Gigantopygidae
  - Kuechowiidae
  - Mayiellidae
  - Menneraspididae
  - Metadoxididae
  - Neoredlichiidae – als Neoredlichiinae Unterfamilie der Redlichiidae
  - Redlichiidae
  - Saukiandidae
  - Yinitidae
  - Yunnanocephalidae – werden meistens zu den Ptychopariida gestellt

Die systematische Stellung der Bathynotidae ist noch nicht geklärt, sie werden aber aufgrund der Ähnlichkeiten ihres Oberpanzers meist zu den Chengkouaspidae gestellt.

## Photogalerie

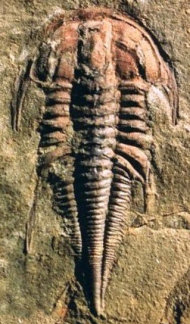
Balcoracania dailyi – Emuellide
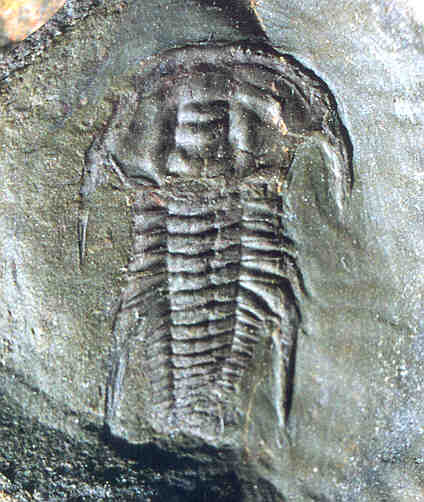
Emuella polymera – Emuellide
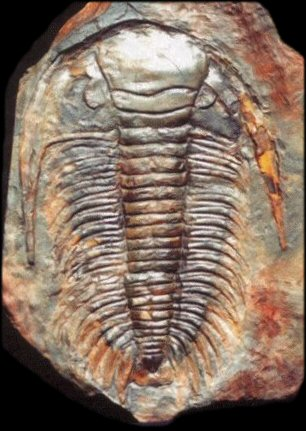
Paradoxides davidis – Paradoxidide
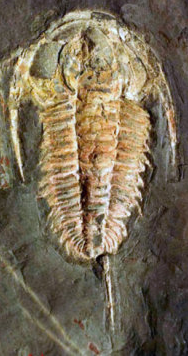
Redlichia takooensis – Redlichiide